# 日本語話者による英語の/r/と/l/の知覚
日本語話者による英語の/r/と/l/の知覚（にほんごわしゃによるえいごの/r/と/l/のちかく）では、日本語話者、特に日本語母語話者が、英語を学ぶ際に困難に直面することが多い、子音 /r/ と /l/ の聞き分けなど、知覚における区別について述べる。
日本語には流音の音素が一つ（/r/）しかなく、通例舌尖歯茎たたき音（[ɾ]）として、環境や話者によっては歯茎側面接近音（[l]）として発音される。一方、英語には流音の音素が二つあり、歯茎側面接近音（/l/）と、主に後部歯茎接近音（[ɹ]）として発音されるR音 (rhotic consonant)（/r/）とがある。このため、もはや子どもではなくなった段階から、第二言語としての英語を習うことになる日本語話者は、英語の /l/ と /r/ を正確に聞き分けたり、発音することに、しばしば困難を抱えることになる。

## 音声の違い
日本語の流音は、前後の発声によっていくつかのバリエーションはあるものの、多くの場合、歯茎はじき音（[ɾ]）によって生み出される。日本語話者が接することの多い英語の方言であるアメリカ英語における /r/ は、通例咽頭化された後部歯茎中線接近音 [ɹ̠ˤ] か、話者によってはそり舌接近音 [ɻ] である。一方、/l/ は、舌を歯茎に当てながら発音され、とくに音節末尾では舌背をやや上げて軟口蓋化される。

## 知覚
Best & Strange (1992)やYamada & Tohkura (1992)が示すところでは、日本語話者は、英語の /r/ を、口唇を引き締めた軟口蓋接近音（[w͍]）に近いものとして知覚するとされているが、 他の研究によると、不適切に発声された日本語の /r/ に聞こえることが多いともされている。
Goto (1971) によれば、成人してから英語を学ぶ日本語の母語話者は、英語の /r/ と /l/ の音声上の違いを知覚するのが困難であり、これは英会話に支障がない英語話者であっても、相当の期間にわたって英語圏に居住経験があっても、また、自分が話す際にこの二つの音を使い分けられていても当てはまるという。
しかし、日本語話者も、話し言葉として心理的に処理されない状態であれば、英語の /r/ と /l/ を聞き分けられる。Miyawaki et al. (1975) は、第三フォルマント以外を除去し、話し言葉として認識されにくいように音声を加工した場合には、日本語話者が、英語母語話者と同様に、 /r/ と /l/ を聞き分けられることを見出した。
Lively et al. (1994) は、二つの音を聞き分ける能力が、その子音の位置に依存することを示した。母音の直後に置かれた単語末の/l/ と /r/は最も容易に聞き分けられ、語頭に置かれた /r/ と /l/ がこれに続く。これに対して、語頭の子音連結の中にあったり、母音に挟まれている場合には、正確に区別することは難しくなる。
Bradlow et al. (1997) は、二つの音の違いの知覚と発声の間には関係があり、一般的には知覚学習を通して発声も改善されるとしている。しかし、学習戦略の個人差が大きすぎることもあって、一定の学習機会を経た上での知覚学習の水準と発声の相関関係はほとんど認められないようである。

## 発声
Goto (1971) は、/r/ と /l/ を聞き分けられない日本語話者であっても、発声法におけるアーティキュレーションの訓練を通して、おそらくは二つの音を生み出すのに必要な部位や様態について学習することによって、自分が話す際に区別して発声することを学ぶことはできるとしている。その意味では、日本語話者は、聴覚障害者と同じような方法で /r/ と /l/ を区別する発声の仕方を学ぶことになる。このような場合、日本語話者は/r/ と /l/ を単一の音素として想起した上で、発話を明瞭にさせるアーティキュレーションの諸要素（舌や歯茎など）を戦術的に動員して、正しい音が生み出されるようにしており、音声的なフィードバックによって自分が実際に正しい発声をしているかは確認できないままなのである。
発声指導の場面に関しては、/r/ の発音に際して意識的に「誇張」し、引き伸ばした発音を指導することが有効ではないかという提案がなされている。

## 獲得における多様性
日本語話者は、/l/ よりも、/r/ の方が、より適切に聞き取ったり、発声したりするよう改善できる余地がある、と示唆する報告もある。
Aoyama et al. (2004) は、英語の /l/、/r/と、/w/ の音について、アメリカ合衆国に居住する日本語母語話者の成人や子どもを対象として、長期間にわたる研究を行った。時間の経過とともに、子どもたちは、英語の /l/ よりも、英語の /r/ において発音が改善したという。
同様に、Guion et al. (2000) は、英語の音を聞き分ける訓練を受けた日本語話者は、/l/ よりも、/r/ において聞き分けが改善したという。この研究は、英語の /l/ は、英語の /r/ よりも、日本語の /r/ に近く聞こえるため、日本語話者にとっては、日本語の /r/ を英語の /r/ から区別するより、日本語の /r/ を英語の /l/ から区別する方が、難しいのではないかと示唆している。
Kuzniak & Zapf (2004) は、日本語母語話者と英語母語話者では、/r/ と /l/ の第二フォルマントと第三フォルマントの間に違いがあることを見出した。その結果から、日本語話者は、英語に近い形で第三フォルマントを生み出すことが難しく、特に /l/ の発音が難しいことが明らかになっている。
また、雑音があるカフェテリアやパーティー会場のような状況の下でも、英語の上級学習者といえる日本語話者は英語母語話者に準じて /r/ を聞き分けられるが、/l/ の聞き分けは困難だとする指摘もある。
日本語話者による英語の/l/と/r/の聞き分けに関して、音のイメージを用いた説明も行われ、一例として「/l/は直線的」「/r/は曲線的」といったものが試みられている。

## 訓練の効果
日本人の被験者を対象として、/r/と /l/ の聞き分けを改善させようという試みは様々なものが実験されてきた。
Lively et al. (1994) は、日本に住む、日本語しか話さない単一言語話者でも、「rock」と「lock」といったミニマル・ペア（最小対語）を5人の話者が発声したものを聞かせ、どちらの単語かを尋ねるという訓練を3週間行えば、 /l/ と /r/ を聞き分ける能力が高まることを見出した。この訓練では、正答か否かのフィードバックがなされ、被験者は、正答が出せるようになるまで繰り返しミニマル・ペアを聞かされた。3週間の訓練の後、被験者たちの能力は有意に改善し、3ヵ月後と6ヵ月後に行われた再試験でも、一定の改善の効果が維持されていた（ただし、6ヵ月後の再試験では、能力の低下が認められた）。訓練期間中は、聞き分けがより正確になるにつれ、反応に要する時間は短くなっていった。被験者は、学び取った内容を「一般化」することもできたようであり、ミニマル・ペアが、新たな話者によって発声される場合よりも、すでに聞いたことがある5人の声のいずれかであったときの方が、成績が良かった。
Lively, Logan & Pisoni (1993) は、限られた音韻環境で複数の話者が発声する /r/ と /l/を聞き分ける訓練を受けた被験者の方が、一人の話者による多様な音韻環境における訓練を受けた被験者よりも、改善が見られたことを報告している。
McClelland, Fiez & McCandliss (2002) は、日本人の成人に、当初は聞き分けが難しいと思われた話言葉の音を区別させることは可能であると論じている。その説によれば、自ら話す訓練を通して、単なる音の聞き取りではなく話言葉として聞こえるようになる、真の変化が被験者に生じることが、示唆されるのだという。
しかし、成人の学習者が、/r/ と /l/ に関わる困難を完全に克服できるかどうかは、はっきりしていない。Takagi & Mann (1995) は、アメリカ合衆国に12年以上居住している日本語話者でも、英語母語話者に比べると /r/ と /l/ の区別に困難を抱えていることを明らかにしている。

## ミニマル・ペアの例
/r/ と /l/ だけが置き換わったミニマル・ペアの例は多数ある。Kuzniak & Zapf (2004) では、以下のペアが使用された。
- Right/Light
- Red/Led
- Road/Load
- Arrive/Alive
- Correct/Collect
- Crime/Climb
- Bread/Bled
- Froze/Flows